# Sic (Cluj)
Sic es una comuna de Rumania, en el distrito de Cluj. Su población en el censo de 2002 era de 2.764 habitantes.
- Datos: Q16426242
- Multimedia: Sic / Q16426242

1. ↑  Worldpostalcodes.org,código postal n.º 407540.